# William Shirley
William Shirley (Sussex, 2 dicembre 1694 – Roxbury, 24 marzo 1771) è stato un amministratore coloniale che fu per lungo tempo governatore della provincia della Massachusetts Bay (1741–1749 e 1753–1756) e governatore delle Bahamas negli anni 1760.
È famoso per il ruolo che ebbe nel 1745 nell'assedio di Louisbourg, durante la guerra di Re Giorgio, e per la sua partecipazione alla guerra franco-indiana. Passò molti anni della sua vita come amministratore coloniale in America del Nord, sforzandosi di sconfiggere la Nuova Francia, ma la sua mancanza di addestramento militare portò a difficoltà politiche e alla sua caduta.
Con buoni legami politici, Shirley iniziò la carriera in Massachusetts come avvocato generale, diventando in poco tempo avversario del governatore Jonathan Belcher. Si unì ad altri nemici politici di Belcher e fu nominato governatore di Massachusetts Bay al posto di Belcher. Riuscì a mediare le divisioni politiche nella provincia e fu in grado di operare in maniera unita contro la Nuova Francia quando scoppiò la guerra di Re Giorgio nel 1744. Il vittorioso assedio di Louisbourg, organizzato in buona parte da Shirley, fu uno degli apici della sua amministrazione.
Dopo la guerra di Re Giorgio, Shirley subì critiche per il finanziamento e la tenuta della contabilità per gli sforzi bellici e tornò in Inghilterra nel 1749 per gestire i problemi politici e legali nati da queste dispute. Fu nominato in una commissione creata da Gran Bretagna e Francia per definire i confini in America del Nord. Il suo approccio duro ai negoziati contribuì al loro fallimento, e tornò in Massachusetts nel 1753.
I problemi militari dominarono la vita di Shirley anche nei suoi ultimi anni in Massachusetts, con lo scoppio della guerra franco-indiana nel 1754. Shirley guidò una spedizione militare per portare rinforzi a Fort Oswego nel 1755, e divenne comandante in capo dell'America del Nord alla morte del generale Edward Braddock. Le sue difficoltà nell'organizzare le spedizioni del 1755 e del 1756 furono aggravate da dispute con i politici di New York e con l'agente indiano William Johnson. Questi scontri portarono al suo richiamo nel 1757 sia come comandante in capo sia come governatore. Nei suoi ultimi anni fu governatore delle Bahamas prima di fare ritorno in Massachusetts, dove morì.

## Gioventù
William Shirley, figlio di William ed Elizabeth Godman Shirley, nacque il 2 dicembre 1694 nel maniero Preston nel Sussex orientale, Inghilterra. Fu educato presso il Pembroke College di Cambridge prima di studiare legge all'Inner Temple di Londra. Nel 1717 morì il nonno il quale gli lasciò Ote Hall a Wivelsfield e un po' di denaro che usò per fare tirocinio legale a Londra. Nello stesso periodo sposò Frances Barker, dalla quale ebbe numerosi figli. Fu nominato avvocato nel 1720. Nonostante l'eredità fosse sostanziosa (circa 10 000 sterline) tenne un alto tenore di vita e patì problemi finanziari durante la depressione del 1721. I soldi necessari alla sua numerosa famiglia (lui e Frances avevano otto figli nel 1731) lo costrinsero a cercare fortuna nelle colonie nordamericane. La sua famiglia era unita per matrimonio al duca di Newcastle, il quale divenne un importante patrono e sponsor della carriera di Shirley e di Arthur Onslow, presidente della Camera dei comuni. Portando con sé le lettere di presentazione scritte da Newcastle e da altri, Shirley giunse a Boston nel 1731.

## Avvocato generale
Shirley fu inizialmente ricevuto con indifferenza dal governatore del Massachusetts Jonathan Belcher, il quale si rifiutò di patrocinarlo. Nel 1733 Shirley cercò di ottenere da David Dunbar l'incarico di perito reale generale, ma Dunbar scelse alla fine di tenere per sé l'incarico. L'influenza di Newcastle alla fine valse a Shirley un incarico da avvocato generale della corte dell'ammiragliato. Belcher rifiutò le altre richieste di Newcastle per promuovere Shirley e Shirley iniziò ad utilizzare il suo ruolo per perseguitare i seguaci di Belcher, le cui attività illegali finivano nella sua giurisdizione.

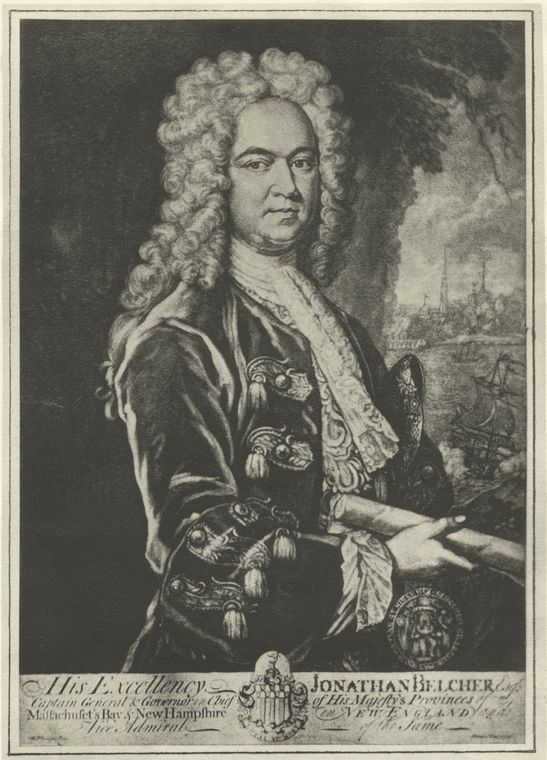
Ritratto inciso di Jonathan Belcher

Shirley intentò una causa comune con Samuel Waldo, ricco mercante e principale proprietario terriero nel distretto orientale della provincia (attuale Maine) dove l'applicazione lassista da parte di Belcher delle leggi sul taglio degli alberi ne stava mettendo a rischio gli affari con la Royal Navy. Nel 1736 Shirley mandò la moglie a Londra per cercare di creare una cattiva reputazione a Belcher. Anche Waldo alla fine si trasferì a Londra; la combinazione dei legami di Shirley con Newcastle e dei soldi di Waldo fecero in modo che ci si interessasse all'amministrazione coloniale. Quando alle loro critiche si unirono quelle del New Hampshire (Belcher era anche governatore del New Hampshire) fu lanciata un'offensiva su larga scala alla fine degli anni 1730 per dimissionare Belcher. Tra le iniziative vi fu almeno una lettera falsificata, scritta dagli oppositori di Belcher, per screditarlo, lettera che Shirley denunciò. Nel 1738 Newcastle era in una posizione dominante non solo nell'amministrazione coloniale, ma anche presso il governo britannico, essendo un oppositore del primo ministro Robert Walpole, e incoraggiò gli oppositori di Belcher.
Nel 1739 il Consiglio privato rimproverò Belcher, decise di separare Massachusetts e New Hampshire e iniziò a discutere l'idea di sostituire il governatore. Il motivo esatto delle dimissioni di Belcher è stato un argomento ricorrente tra gli studiosi per i numerosi fattori coloniali, imperiali e politici che entrarono in gioco. Due delle principali motivazioni furono l'aumento dei nemici locali di Belcher e l'idea che un buon governo imperiale a Londra ne avrebbe richiesto la sostituzione. Prima dei problemi del 1739, molti tentativi di dimissionare Belcher erano falliti: Belcher stesso fece notare quell'anno che "la guerra in cui sono coinvolto si sta svolgendo quasi allo stesso modo da 9 anni". Lo storico Stephen Foster fa notare che qualcuno potente quanto Newcastle era in quel periodo più preoccupato da altri problemi che non dalle politiche coloniali. In questo caso, però, le considerazioni coloniali e imperiali coincisero con la necessità per il Massachusetts di fornire numerose truppe alla spedizione proposta da Newcastle nelle Indie Occidentali durante la guerra anglo-spagnola. Nell'aprile 1740 Newcastle chiese in effetti a Shirley di dimostrare che, alla luce delle difficoltà politiche di Belcher, fosse in grado di reclutare truppe che il governatore non poteva. Shirley si dedicò al reclutamento, soprattutto fuori dal Massachusetts (dove Belcher si era rifiutato di fornire assistenza capendo cosa stava succedendo), e inondò Newcastle di documenti riguardanti il proprio successo mentre Belcher era occupato da una crisi bancaria. Newcastle presentò il problema a Martin Bladen, segretario del Board of Trade e noto oppositore di Belcher. Il Board of Trade decise apparentemente che, in base alle prove presentate, Belcher dovesse essere sostituito. Nell'aprile 1741 il Consiglio privato approvò la nomina di William Shirley a governatore del Massachusetts, mentre quella di Benning Wentworth a governatore del New Hampshire ebbe luogo a giugno.

## Governatore del Massachusetts
Quando Shirley assunse il ruolo di governatore del Massachusetts, nell'agosto 1741, si trovò immediatamente di fronte una crisi monetaria. La provincia aveva sofferto per molti anni l'inflazione causata dal conio di un'incredibile quantità di cartamoneta. Verso la fine del mandato di Belcher, erano state fatte concorrenti proposte bancarie nel tentativo di affrontare la questione e fu emanata una proposta popolare per una banca garantita da immobili. Questa banca (la cui controversia aveva contribuito alle critiche a Belcher) fu sciolta da un atto del parlamento e Shirley dovette negoziare la liquidazione delle proprietà della banca e il pagamento delle obbligazioni che aveva emesso. In questo processo, che occupò il resto del 1741, Shirley fece un abile lavoro legale attraverso l'assemblea provinciale che fornì un calendario per ripagare la valuta della banca, evitando che i proprietari facessero bancarotta sotto un diluvio di richieste di rimborsi.
Con l'aumentare delle tensioni Shirley rafforzò le difese militari della colonia. Creò una serie di compagnie di milizie lungo la frontiera. Tra queste vi erano i Burke's Rangers ed i Gorham's Rangers che divennero in seguito il modello per la più famosa creazione di Shirley, i Rogers' Rangers.

### Scoppio della guerra
I britannici conquistarono l'Acadia dalla Francia con la guerra della Regina Anna (1702–1713), ma il trattato di Utrecht lasciò l'isola del Capo Bretone in mano ai francesi e non stabilì in modo chiaro un confine tra la Nuova Francia e le colonie britanniche sulla costa atlantica. Per proteggere il passaggio cruciale del San Lorenzo nel cuore della Nuova Francia, la Francia costruì una fortezza a Louisbourg sulla costa atlantica di Capo Bretone.
Quando Shirley assunse l'incarico le relazioni tra Francia e Gran Bretagna erano tese e c'era la possibilità che la Gran Bretagna venisse coinvolta nella guerra di successione austriaca, scoppiata in Europa nel 1740. Shirley fu bravo a giocare con le restrizioni sulla produzione di cartamoneta per ottenere un miglioramento delle difese provinciali e nel 1742 chiese il permesso al Board of Trade di stampare altra cartamoneta in caso di scoppio della guerra. Il permesso fu concesso nel 1743, assieme all'avviso che la guerra con la Francia era probabile. La Francia dichiarò guerra alla Gran Bretagna nel marzo 1744 e le forze di Louisbourg razziarono il porto di pesca britannico di Canso, al confine settentrionale della Nuova Scozia, prima che i residenti sapessero della guerra. I corsari francesi iniziarono a predare i vascelli britannici e coloniali. I governatori britannici delle colonie lungo la costa, compreso Shirley, mandarono navi da battaglia e autorizzarono i propri corsari a reagire, neutralizzando l'attività francese.

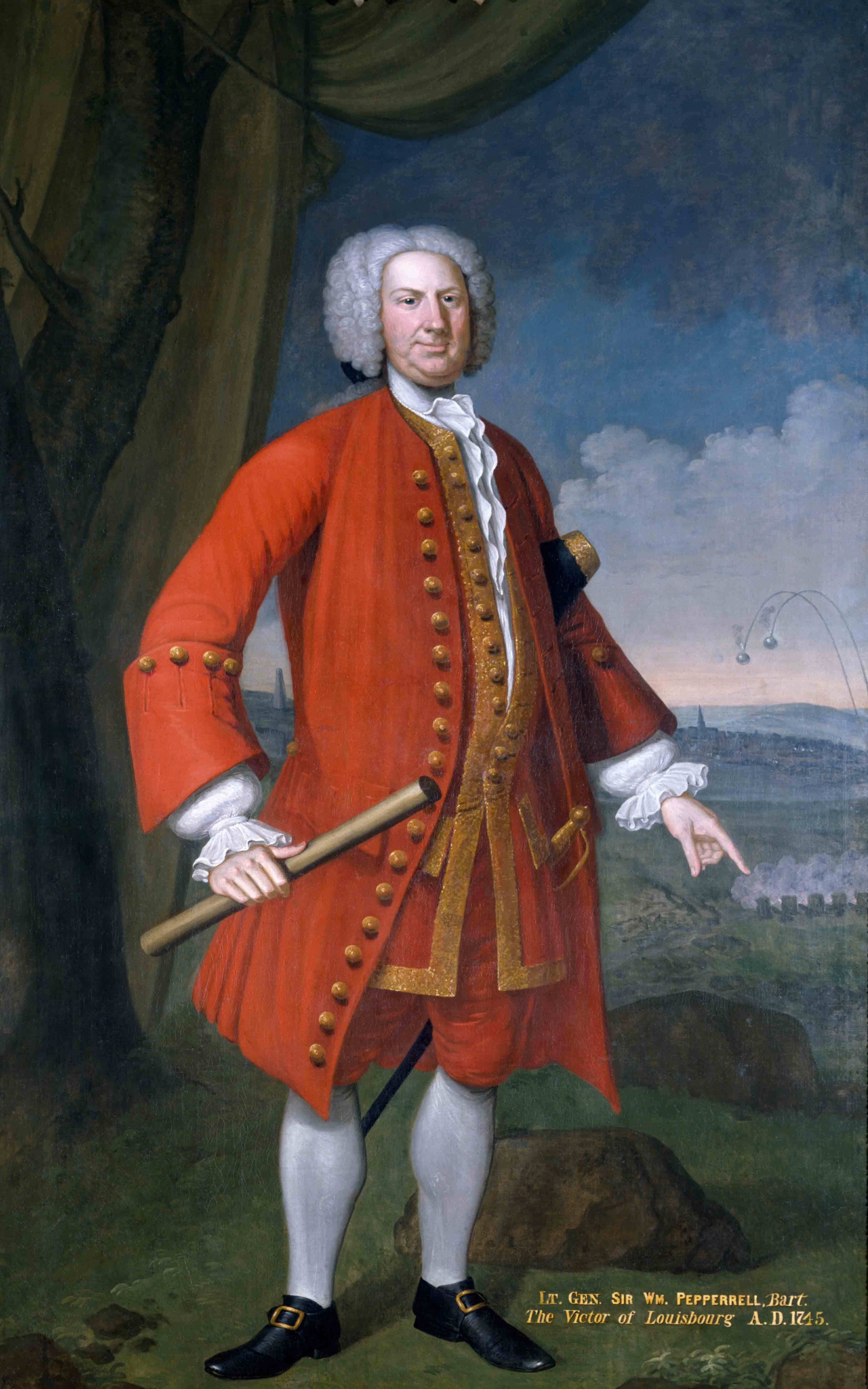
William Pepperrell, ritratto di John Smibert

Canso era usata dai pescatori della Nuova Inghilterra e quando fu conquistata fece l'interesse del Massachusetts. Shirley aveva ricevuto, prima della sua conquista, una richiesta di aiuto dal tenente governatore della Nuova Scozia, Paul Mascarene, per sostenere la difesa di Annapolis Royal. In risposta alla caduta di Canso e a una seconda urgente richiesta di Mascarene, Shirley inviò due compagnie di volontari ad Annapolis Royal. Il tempestivo arrivo delle truppe a inizio luglio ruppe un assedio.
John Bradstreet, fatto prigioniero a Canso e trattenuto a Louisbourg, tornò in Nuova Inghilterra grazie a uno scambio di prigionieri e fece un rapporto dettagliato a Shirley, nel quale enfatizzava la debolezza della fortezza francese. William Vaughn, che aveva molti affari in Maine vulnerabili agli assalti provenienti dalla Nuova Francia, girò la Nuova Inghilterra chiedendo una spedizione per la conquista di Louisbourg. Shirley e altri capi della Nuova Inghilterra e di New York inviarono lettere alle autorità coloniali di Londra chiedendo aiuto per tale spedizione, citando le vulnerabili condizioni di Louisbourg. Vaughn e Bradstreet volevano attaccare Louisbourg quello stesso inverno con tutte le forze coloniali a disposizione. Shirley dubitava della praticabilità del piano, ma nel gennaio 1745 propose la cosa all'assemblea generale del Massachusetts che si rifiutò di partecipare ma chiese alla Gran Bretagna di attaccare Louisbourg.
Vaughn continuò a chiedere una rapida spedizione composta solo di americani, arruolando capitani dei pescherecci, mercanti e 200 "gentiluomini" di Boston. Shirley chiese alla Corte Generale di discutere di nuovo la cosa e la proposta fu presentata a un comitato presieduto da William Pepperell. Il comitato approvò il piano per un solo voto a causa dell'assenza di molti contrari.
Shirley nominò un riluttante William Pepperrell al comando della spedizione, mentre William Vaughn fu nominato colonnello senza una posizione di comando e John Bradstreet divenne consigliere militare di Pepperrell. Shirley chiese aiuto per la spedizione a Peter Warren, commodoro dello squadrone della Royal Navy nelle Indie Occidentali, ma Warren rifiutò a causa della convinta opposizione dei suoi capitani. Le notizie giunsero a Boston quando la spedizione stava per partire.
Nonostante l'assenza di sostegno da parte della Royal Navy, la spedizione della Nuova Inghilterra partì nel marzo del 1745 da Louisbourg. Oltre 4000 uomini su oltre 90 navi (soprattutto pescherecci e navi mercantili), scortati da sei guardiamarina coloniali, giunsero a Canso dove la spedizione attese lo scioglimento del ghiaccio da Gabarus Bay, il luogo poco a sud di Louisbourg che era stato scelto come punto di sbarco. A partire dal 22 aprile alla spedizione si unirono quattro navi da guerra della Royal Navy, comandate dal commodoro Warren, il quale aveva ricevuto l'ordine (emanato a gennaio ma ricevuto solo dopo il precedente rifiuto) di sostenere la spedizione.

### Assedio di Louisbourg
Le forze provinciali iniziarono a sbarcare a Gabarus Bay il 30 aprile e portarono l'assedio alla fortezza mentre le navi britanniche ne bloccavano il porto. Gli americani iniziarono a perdere delle battaglie, mentre gli ufficiali navali britannici, che avevano una scarsa opinione dei soldati americani, iniziarono a criticare pesantemente gli sforzi statunitensi. Warren cercò di esercitare il controllo sulle truppe provinciali, ma Pepperrell oppose resistenza. Louisbourg si arrese il 17 giugno. Gli americani persero 180 uomini in combattimento, per malattia o in mare durante l'assedio, mentre le navi della Royal Navy non fecero fuoco contro la fortezza e persero un solo marinaio. Quando i vincitori s'insediarono a Louisbourg sorsero frizioni tra americani e britannici. I termini della resa garantivano ai francesi tutte le loro proprietà; non ci fu saccheggio da parte degli americani. D'altra parte, la Royal Navy aveva catturato numerose ricche prede francesi, e i marinai britannici si vantarono con gli americani di quanto fossero diventati ricchi.

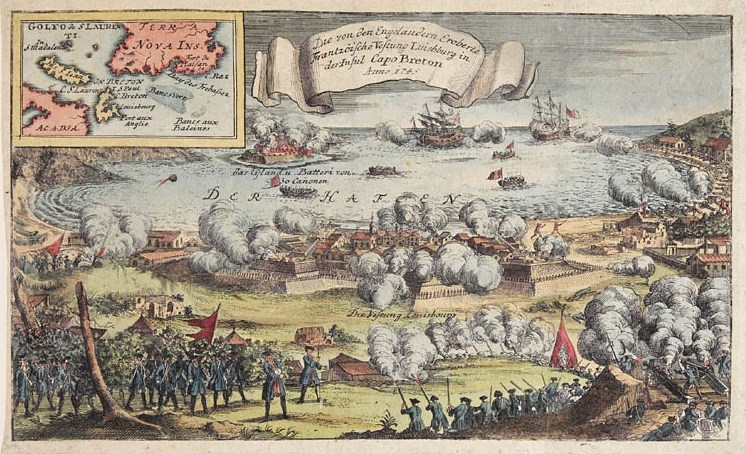
Incisione a colori raffigurante l'assedio di Louisbourg

Le milizie americane si erano arruolate con l'obiettivo di conquistare Louisbourg e si aspettavano di poter tornare a casa dopo la fine dell'assedio. Il governo britannico, convinto che le milizie non fossero in grado di conquistare Louisbourg senza aiuti esterni, non aveva inviato truppe per occupare la fortezza. Quando fu evidente che le truppe britanniche non avrebbero preso il posto delle milizie fin dopo l'inverno, il governatore Shirley si recò a Louisbourg per sollevare il morale della truppa. Il suo primo discorso ebbe poco effetto e alcuni erano vicini a un ammutinamento. Nel secondo discorso Shirley promise di inviare subito altre truppe e di concedere paghe più alte per coloro che sarebbero rimasti fino alla primavera. Il governo britannico concesse alcune onorificenze, Pepperrell divenne baronetto, lui e Shirley furono promossi a colonnello del British Army, col diritto di reclutare i propri reggimenti, e Warren divenne retroammiraglio.

### Annullamento della campagna
Shirley intraprese la campagna di Louisbourg soprattutto per assicurarsi gli interessi britannici sui pescatori dell'Atlantico. La vittoria gli permise di espandere la propria visione considerando la conquista dell'intera Nuova Francia. Dopo la conquista della fortezza francese scrisse a Newcastle proponendo una serie di spedizioni per prendere il controllo di tutta l'America del Nord fino al fiume Mississippi, a partire da quella che avrebbe risalito il San Lorenzo partendo da Louisbourg. Al suo ritorno a Boston Shirley iniziò i preparativi per una tale spedizione. Nel maggio 1746 ricevette da Londra i piani con cui si delineava il tentativo di conquistare Québec con la Royal Navy e le forze provinciali, mentre una seconda spedizione avrebbe attaccato Fort Saint-Frédéric sul lago Champlain. Shirley reclutò persone in Massachusetts e chiese ai vicini governatori di fornire uomini e risorse. L'aiuto atteso dalla Gran Bretagna non arrivò mai e nel 1746 le spedizioni furono annullate.
Mentre aspettava l'ordine definitivo da Londra per i piani del 1747, Shirley rinforzò le difese occidentali della provincia e nella primavera del 1747 iniziò a mandare rifornimenti nella valle dell'Hudson in previsione di uno spostamento verso Fort Saint-Frédéric. Giunse da Newcastle la notizia che l'Inghilterra non avrebbe più sostenuto nessuna spedizione contro la Nuova Francia. L'azzeramento dei finanziamenti militari portarono a conseguenze negative per l'economia del Massachusetts, nuocendo alla popolarità di Shirley.
Shirley aveva approfittato personalmente dei rifornimenti giunti per la spedizione di Louisbourg. Nel 1746 utilizzò i fondi per acquistare una proprietà a Roxbury nella quale costruì un'enorme magione ora nota come Shirley-Eustis House. Prima di completare i lavori la moglie morì di febbre nell'agosto 1746 e fu sepolta nella King's Chapel.

### Crisi

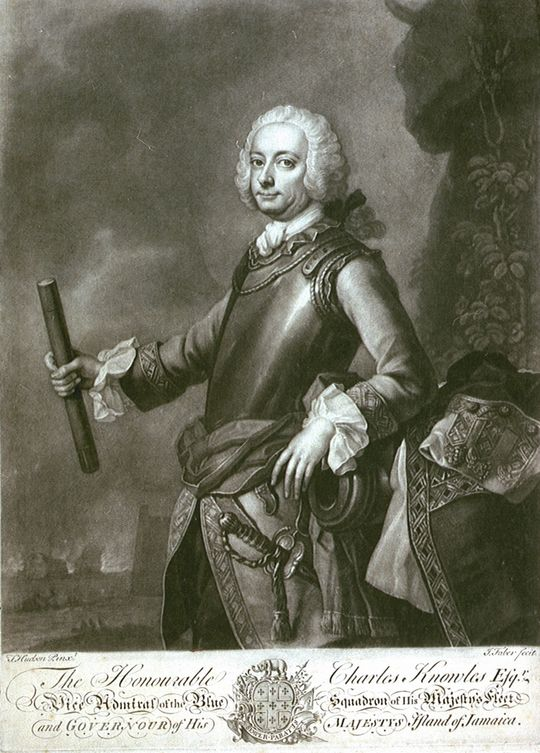
Ammiraglio Charles Knowles

Mentre il governatore Shirley si trovava a Louisbourg sorsero problemi tra la Royal Navy e la popolazione di Boston. La Navy aveva a lungo cercato di convincere gli americani a prestare servizio sulle loro navi. Il reclutamento forzato era una pratica comune nella marina britannica, ma la sua applicazione in America fu contestata dai coloni. Nel 1702 Fort William su Castle Island sparò contro la HMS Swift quando questa cercò di lasciare il porto di Boston con sei uomini trascinati a bordo con la forza. In risposta alle proteste statunitensi (rinforzate da quelle dei mercanti britannici) il parlamento nel 1708 vietò il reclutamento forzato nelle colonie americane. Gli alti ufficiali della marina sostennero che l'esclusione dell'America da questa pratica era valida solo durante la guerra della Regina Anna, terminata nel 1713. In pratica i capitani della Royal Navy avrebbero dovuto chiedere ai governatori locali il permesso di obbligare gli uomini al reclutamento. Alla fine di novembre del 1745 un combattimento tra un gruppo di reclutatori violenti e alcuni marinai di Boston portò alla morte di due marinai. Due reclutatori furono accusati di omicidio e condannati, ma furono rilasciati quando l'accusa fu annullata.
Due anni dopo il commodoro Charles Knowles, al servizio del governatore di Louisbourg dopo la conquista, aveva al suo servizio molti marinai di Boston obbligati a servire il suo squadrone. Una folla di oltre 300 uomini catturò tre ufficiali della marina e un vice sceriffo e picchiarono lo sceriffo. La folla si recò alla casa del governatore Shirley chiedendo il rilascio degli uomini rapiti da Knowles. Shirley cercò di chiamare le milizie ma queste non risposero. Shirley riuscì a fare entrare in casa gli ufficiali e la folla se ne andò. Quello stesso giorno Shirley si recò alla Town House per incontrare la gente. La folla, ora composta da molte migliaia di persone, attaccò la Town House rompendo molte finestre. Shirley parlò alla folla promettendo di presentare le loro richieste al commodoro Knowles. LA folla se ne andò, decisa a cercare una nave della Royal Navy da bruciare.
Dopo il ritorno a casa di Shirley nel pomeriggio la folla, dopo aver catturato un altro ufficiale e molti sottufficiali, giunse di nuovo a casa sua. Shirley ordinò a molti uomini armati, che stavano difendendo la sua casa, di sparare sulla folla, ma William Pepperrell riuscì a bloccare gli uomini di Shirley e convinse la folla ad andarsene. Nel frattempo il commodoro Knowles minacciò di bombardare Boston con il proprio squadrone. Solo dopo che il Consiglio del Massachusetts adottò risoluzioni a sostegno delle richieste della folla la situazione si quietò a Boston. Alla fine la folla liberò gli ostaggi e Knowles lasciò liberi i marinai rapiti.

### Risarcimento e moneta
Un altro problema fu il risarcimento per le colonie americane da parte della Gran Bretagna per i costi della spedizione contro Louisbourg e per la lunga occupazione delle truppe americane fino all'arrivo dei britannici. Questo creò un nuovo problema a Shirley dato che i capi della spedizione, compreso l'ex alleato Samuel Waldo, avevano gonfiato a dismisura le stime dei costi sostenuti. Waldo usò la riluttanza di Shirley per agire apertamente contro di lui iniziando a sostenere il cambio di governatore. Shirley riuscì solo a prevenire il rischio promettendo all'amministrazione coloniale che avrebbe raggiunto la stabilità economica ritirando la propria cartamoneta.

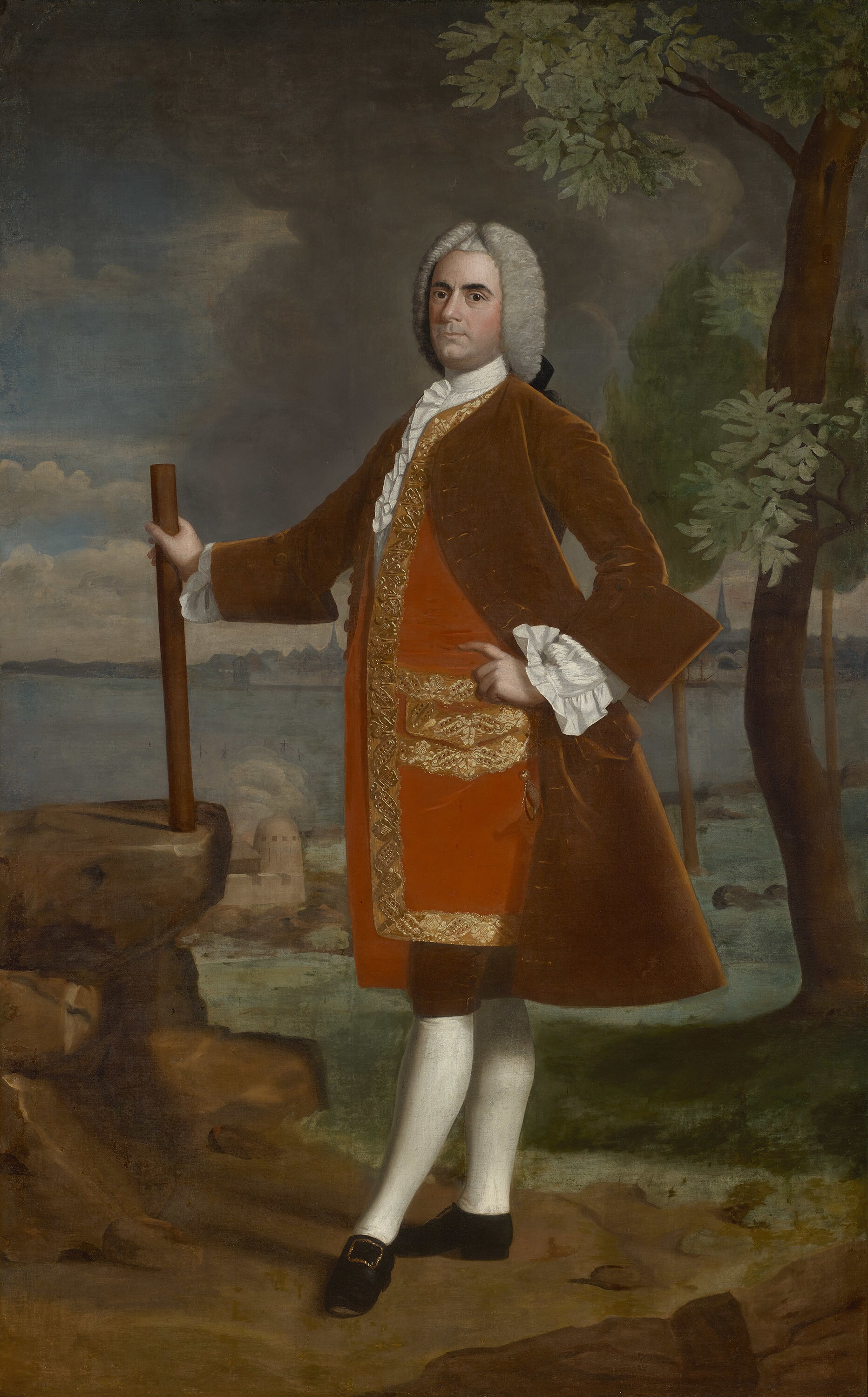
Generale di brigata Samuel Waldo i un ritratto del 1740 di Robert Feke

Il governo britannico fu lento a rispondere alla richiesta di risarcimento. In attesa di una risposta si iniziò a discutere sui vari giornali su come usare i soldi in arrivo. Alcuni, come Samuel Adams (padre del famoso capo della guerra d'indipendenza americana), chiese di depositare i soldi nelle banche di Londra per fungere da copertura della cartamoneta emessa dalle colonie. Altri, tra cui William Douglass e Thomas Hutchinson, presidente della Corte Generale, chiedevano di usarli per riscattare la cartamoneta e dare al Massachusetts una valuta forte. Nel 1748 il trattato di Aquisgrana restituì Louisbourg alla Francia, mentre il Massachusetts era ancora in attesa del risarcimento per la propria conquista.
Nel frattempo il governatore Shirley aveva cercato di finanziare una campagna per la conquista di Fort St. Frédéric (odierna Crown Point) per cui emise altra cartamoneta. La campagna fu abbandonata quando le colonie non riuscirono a sostenerla, ma l'inflazione che ne seguì contribuì a rivoltare i sostenitori di Shirley contro di lui. La perdita di Louisbourg aumentò l'insoddisfazione pubblica per Shirley, considerato un complice del progetto britannico contro le colonie americane. Anche William Pepperrell si unì ai numerosi cittadini che chiedevano la rimozione di Shirley. Samuel Adams scrisse Gamaliel Rogers e Daniel Fowle stampò The Independent Advertiser, che con regolarità criticava il governo britannico e l'amministrazione Shirley. Il giornale pubblicò molte lettere scritte da Shirley agli ufficiali britannici in cui criticava gli americani e chiese ripetutamente la rimozione del governatore. William Douglass, famoso medico di Boston, scrisse una serie di pamphlet (pubblicati da Rogers and Fowle) in cui attaccava Shirley, il commodoro Knowles e la condotta della campagna per Louisbourg nonché la sua occupazione. Sia Shirley che Knowles citarono Douglass per diffamazione, ma persero entrambi la causa.
Il conflitto di Shirley con Samuel Waldo sulle spese continuò a crescere. Shirley si rivolse a Londra e gli fu concesso il permesso (giunto nell'agosto 1749) di recarsi a Londra per discutere del problema. Salpò per la Gran Bretagna a settembre del 1749, poco prima che il tanto atteso risarcimento raggiungesse Boston. Secondo quando proposto da Thomas Hutchinson, il denaro fu usato per ritirare la cartamoneta. Mentre Shirley era imbarcato, Hutchinson, Andrew Oliver e altri ne ricoprirono l'incarico, con a capo Spencer Phips.

## Interludio europeo
A Londra Shirley s'incontrò con Newcastle e il segretario coloniale, il duca di Bedford, per discutere dei problemi coloniali e della sua situazione. Newcastle ordinò un controllo dei registri militari di Waldo e Pepperrell, che confermò la posizione di Shirley. Anche i racconti di Shirley furono esaminati, e furono ritenuti "redatti con grande precisione", "più conformi agli ordini di Sua Maestà ... di quelli di qualsiasi altra colonia".

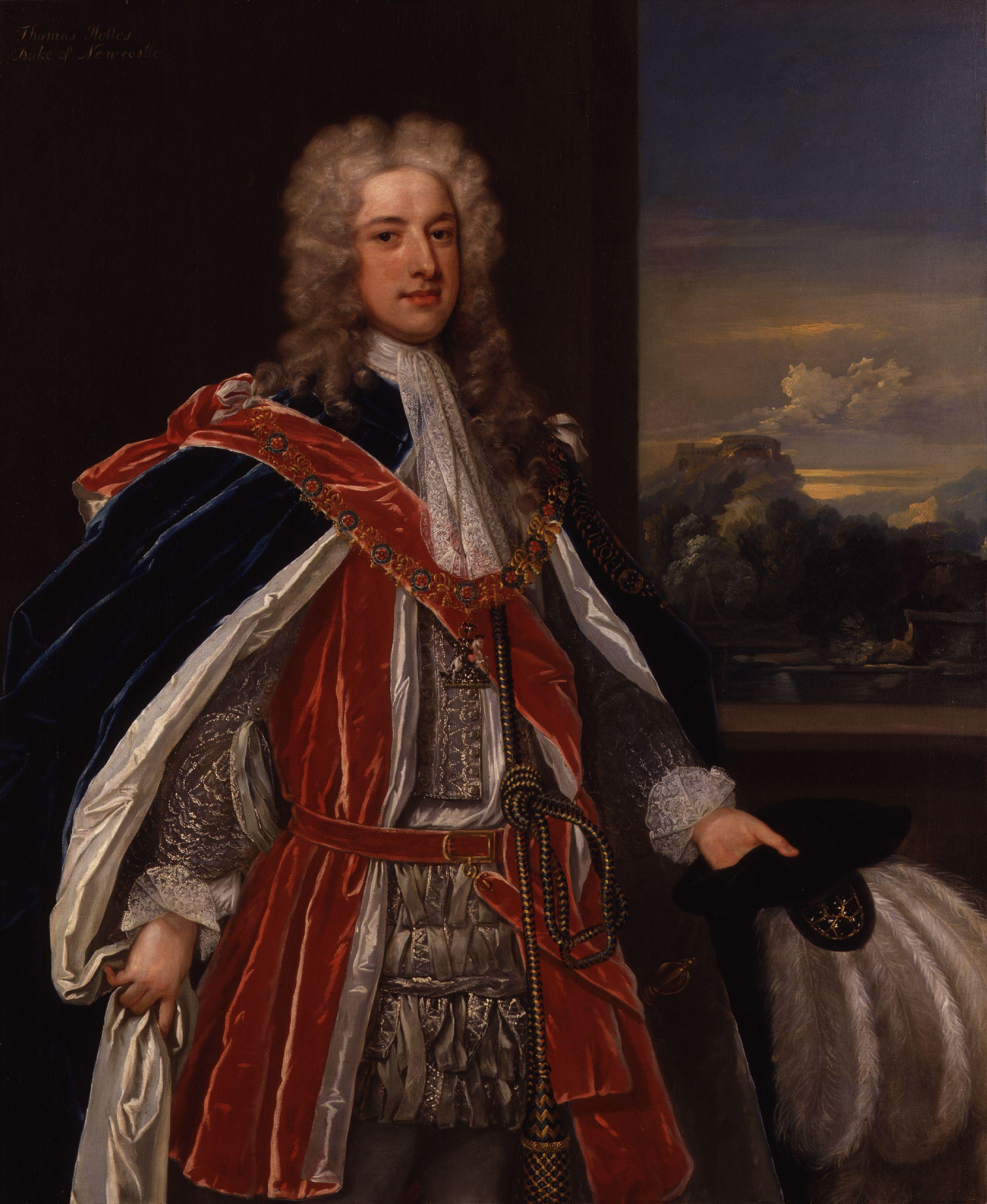
Il patrono di Shirley, il dica di Newcastle; ritratto del 1730 circa effettuato da Charles Jervas

Shirley parlò anche dei problemi politici sui quali lui ed il governatore di New York (George Clinton avevano concordato. Mentre si trovava a Londra seppe che Clinton aveva intenzione di rinunciare all'incarico. Shirley chiese a Newcastle di avere quel posto, ma la richiesta fu rifiutata. Newcastle potrebbe essere rimasto sorpreso da Shirley, il quale aveva accettato un'inaspettata offerta di Bedford per partecipare ad una commissione che avrebbe stabilito i confini tra i territori britannici e francesi in America del Nord. La commissione avrebbe dovuto incontrarsi a Parigi e Shirley vi vide l'opportunità di portare avanti le proprie idee espansionistiche. Newcastle e Bedford erano in quel periodo coinvolti in una lotta politica e Newcastle non fu felice del fatto che Shirley aveva accettato l'offerta di Bedford. Shirley riuscì a convincere Newcastle che la sua esperienza e posizione sarebbero state usate nelle negoziazioni.
La commissione si riunì a Parigi e Shirley fu accompagnato da William Mildmay, un mercante, come commissario. Shirley adottò una linea dura nei negoziati, sostenendo in modo tecnico e legale una lettura espansiva del territorio britannico. Pretese tutti i territori a est di una linea che univa il fiume Kennebec a nord al San Lorenzo, mentre i francesi volevano tutta quella zona tranne la penisola della Nuova Scozia. L'approccio di Shirley inasprì i negoziati e fece impantanare la discussione su delle minuzie. Quando Mildmay si lamentò di questa cosa con Londra, Bedford rimproverò Shirley per aver speso tanto tempo su piccolezze. Mentre i negoziati proseguivano, sia francesi che britannici stavano espandendo i propri interessi nella valle dell'Ohio, aumentando le tensioni.
Nel 1751 Shirley provocò un piccolo scandalo quando sposò Julie, la giovane figlia del suo padrone di casa di Parigi. Fu richiamato a Londra dopo che Mildmay si lamentò del fatto che Shirley stava agendo senza consultarlo. Shirley tornò a Londra convinto che i francesi andassero cacciati dall'America del Nord. Mildmay tentò di proseguire i negoziati convinto di poter superare il precedente ostruzionismo di Shirley, ma gli incontri terminarono negativamente.
Shirley chiese nuovamente il ruolo di governatore di New York, ma fu snobbato da Newcastle, infuriato per il matrimonio di Shirley. Gli fu invece ordinato di tornare in Massachusetts. Lo fece lasciando a Londra la moglie. Non è chiaro se si siano più incontrati; il biografo John Schutz crede che non lo fecero, ma la tradizione di famiglia vuole che si siano riuniti dopo che Shirley lasciò il ruolo di governatore del Massachusetts.

## Ritorno in Massachusetts
L'opposizione in Massachusetts a Shirley era terminata mentre si trovava in Inghilterra e a Parigi. Ben presto Shirley dovette affrontare l'inasprimento del conflitto sulla frontiera franco-canadese. In particolare stavano aumentando le tensioni in Ohio, dove i commercianti britannici e francesi si stavano combattendo. Quando (false) voci giunsero a Boston nel 1754 riguardo un'attività militare francese al confine settentrionale della provincia (Maine), Shirley organizzò velocemente una spedizione sul Kennebec per rinforzare le difese. La spedizione costruì Fort Halifax in quella che oggi è Winslow. La notizia delle ostilità in Ohio rese più urgente il problema, così come l'attesa per la conferenza già organizzata tra le colonie ad Albany. A causa dell'urgenza e del sostegno politicamente influente dei latifondisti del Maine, le relazioni tra Shirley e l'assemblea provinciale furono relativamente buone. Shirley chiese ai rappresentanti provinciali al congresso di Albany di cercare un'unione coloniale, ma l'assemblea provinciale (assieme a quelle di altre province) rifiutò le proposte del congresso.

### Guerra dei sette anni: campagne del 1755

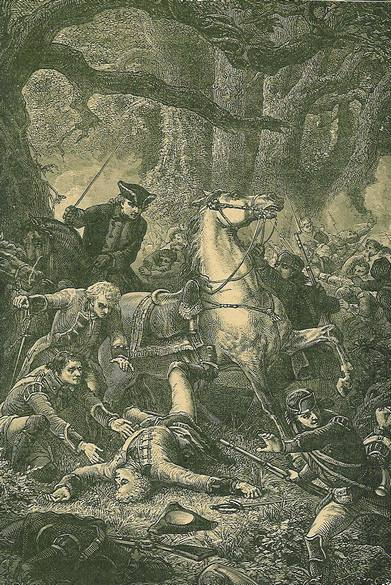
Immagine del XIX secolo del ferimento del generale Edward Braddock nella battaglia del Monongahela

Shirley fu avvicinato dal governatore della Nuova Scozia Charles Lawrence per ottenere aiuto nella difesa contro la minaccia francese, ipotizzando operazioni militari congiunte. Shirley e Lawrence credevano che la spedizione proposta necessitasse ulteriore assistenza da parte della Gran Bretagna e scrissero chiedendo la stessa cosa. Contemporaneamente iniziarono i preparativi in attesa dell'approvazione della richiesta. A Shirley fu ordinato di reclutare il proprio reggimento da includere nel gruppo di Braddock. Non potendo abbandonare la provincia mandò uno dei suoi figli a New York per reclutarvi le truppe. Gli uomini del Massachusetts erano stati reclutati per la spedizione della Nuova Scozia. Inoltre riprese l'idea di una spedizione contro Fort St. Frédéric, nonostante abbia limitato le operazioni del primo anno alla costruzione di una fortezza all'estremità meridionale di lago Giorgio, chiedendo aiuto anche alle colonie vicine. Addolcì il governatore ad interim di New York, James DeLancey, generalmente ostile agli interessi del Massachusetts, ipotizzando che la spedizione potesse essere comandata dal commissario indiano di New York, il colonnello William Johnson. Johnson era inizialmente riluttante, ma Shirley riuscì a convincerlo ad assumere il comando.
Dato che la guerra franco-indiana era diventata d'interesse imperiale, due reggimenti britannici del generale Edward Braddock furono mandati in America. Nella corrispondenza Braddock annunciò l'intenzione di usare la propria armata contro Fort Duquesne in Ohio, mentre Shirley non riuscì a convincerlo di dirigersi invece contro Fort Niagara. Durante un incontro di governatori e capi militari nell'aprile 1755 Shirley impressionò favorevolmente Braddock. Braddock dichiarò quindi che l'obiettivo sarebbe stato Duquesne, ma che avrebbe autorizzato Shirley a prendere il proprio reggimento e quello di William Pepperrell per andare a Fort Niagara e confermò il comando di Johnson per la campagna del lago Giorgio. Le istruzioni di Braddock concedevano a Shirley un vago controllo su Johnson, che in seguito si dimostrò essere fonte di problemi. Le due spedizioni settentrionali furono svolte senza assistenza logistica da parte dell'esercito regolare.
Partendo dalla conferenza Shirley si recò a New York City dove negoziò con i mercanti i rifornimenti alla spedizione. Le gelide relazioni con il governatore DeLancey continuarono. Gli uomini di DeLancey obiettarono a quella che videro come un'interferenza del Massachusetts nei loro affari interni. Quando Shirley cercò d'impedire all'agente newyorkese Oliver DeLancey di reclutare in Connecticut rischiò di far fallire i preparativi di New York per le spedizioni. Tra Shirley e Johnson si formò una frattura quando Shirley cercò di sottrarre truppe dal comando di Johnson per aumentare la propria forza diretta a Fort Niagara. L'antagonismo aumentò quando le due spedizioni iniziarono una competizione per ottenere rifornimenti e si esacerbò per le continue discussioni sul confine tra le province.
Quando Shirley e Johnson s'incontrarono nel luglio 1755 prima della partenza delle rispettive spedizioni, le tensioni tra i due proseguirono e Johnson ritardò la decisione sull'assegnamento di ausiliari indiani alla campagna di Shirley, sostenendo che avrebbe comunque viaggiato nel territorio degli Irochesi amici, dove non sarebbero stati necessari. Shirley lo considerò un atto di insubordinazione. Convinto di essere più alto in grado di Johnson, Shirley cercò di soverchiare l'agente indiano e negoziare direttamente con le tribù il reclutamento, ma Johnson e i suoi subordinati si opposero. Anche gli Irochesi obiettarono alla presenza dell'agente reclutatore di Shirley, il colonnello John Lydius, col quale avevano avuto problemi durante le passate vendite di terreno. La situazione non fu semplificata dal fatto che né Johnson né Shirley avevano mai comandato spedizioni di questa dimensione e con tali obiettivi.

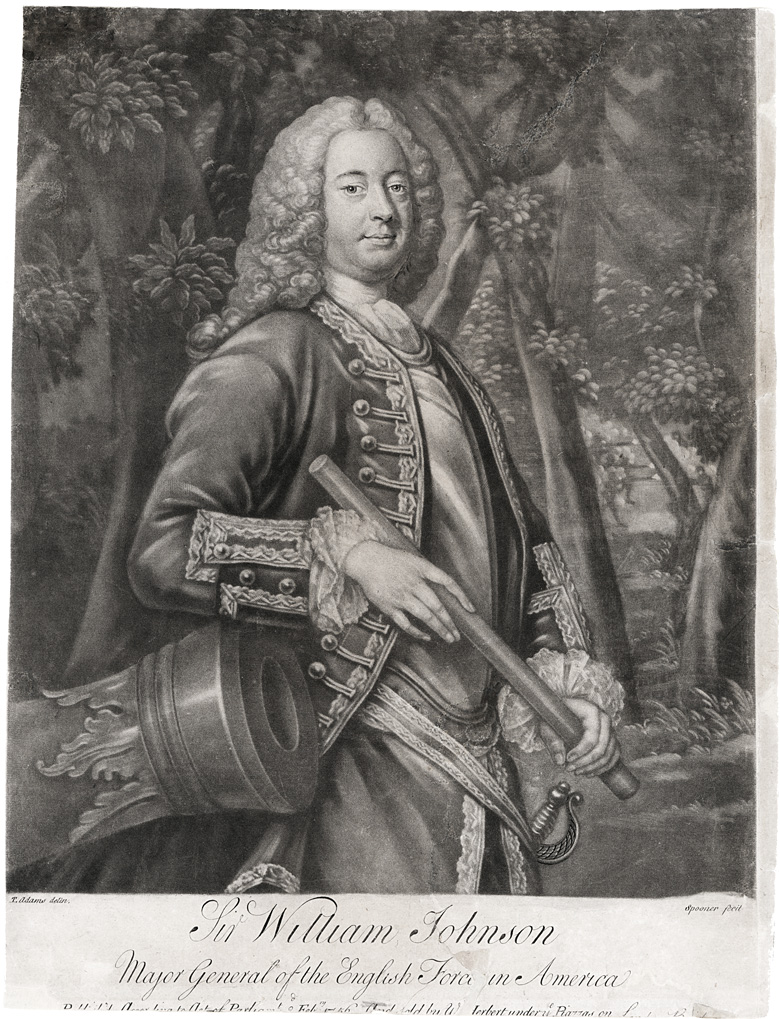
Ritratto inciso nel 1756 raffigurante William Johnson

La spedizione di Shirley giunse a Fort Oswego a metà agosto. Il cammino che risaliva il fiume Mohawk fu rallentato dall'acqua lenta e fu rifornito in modo inadeguato causando una carenza di cibo. Shirley seppe durante il viaggio che il generale Braddock era morto per le conseguenze della battaglia del Monongahela del 13 luglio, che causò la perdita anche del figlio di Shirley, William. Per questo divenne temporaneamente comandante in capo delle forze nordamericane. La sua spedizione fu rallentata a Fort Oswego dalla necessità di migliorarne le difese e dalla crescente crisi di rifornimenti. In un consiglio del 18 settembre si decise di continuare a seguire il piano per raggiungere Fort Niagara, ma una settimana dopo la decisione fu cambiata. Shirley tornò ad Albany, preoccupato dalla necessità di dover gestire l'intero sforzo bellico britannico sul continente.
La spedizione di William Johnson durò poco più di quella di Shirley. Raggiunse l'estremità meridionale di lago Giorgio, dove i suoi uomini ebbero uno scontro inconcludente con i francesi l'8 settembre, prima di iniziare a lavorare a Fort William Henry. Le voci di movimenti francesi fecero riprendere le attività a novembre, ma quando l'opposizione non si materializzò, buona parte degli uomini di Johnson abbandonarono il campo e tornarono a casa. Shirley dovette insistere con i governatori della Nuova Inghilterra per ottenere milizie da assegnare alla nuova fortezza per l'inverno.
In Nuova Scozia il governatore Lawrence aveva facilmente conquistato Fort Beauséjour e si era imbarcato in quella che divenne famosa col nome di grande deportazione, l'enorme rimozione di oltre 12 000 Acadiani dalla Nuova Scozia. Quando alcune delle navi che trasportavano gli Acadiani entrarono nel porto di Boston, a inizio dicembre 1755, Shirley ordinò di non farli sbarcare. Per tre mesi invernali, fino al marzo 1756, gli Acadiani rimasero a bordo delle navi e metà di loro morirono per il freddo e la malnutrizione.

### Guerra dei sette anni: campagne del 1756

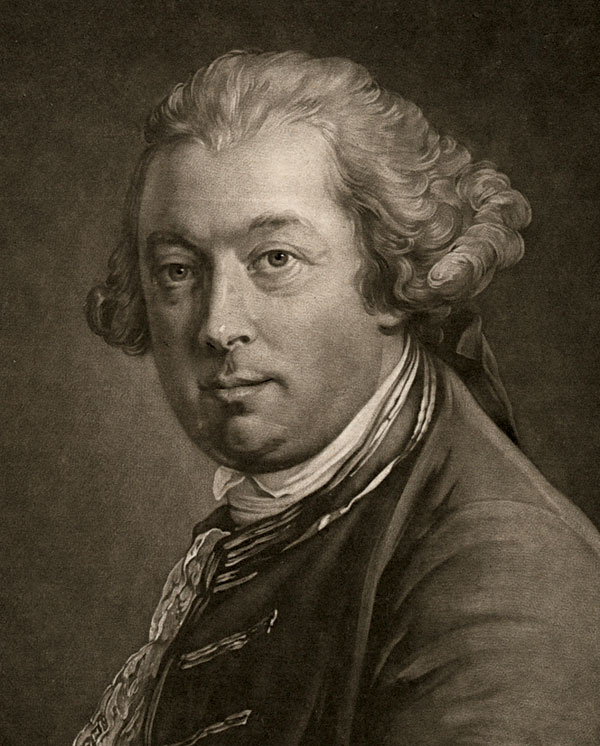
Thomas Pownall contribuì al richiamo di Shirley

Nell'inverno del 1755–1756 proseguì la faida tra Shirley e Johnson. Johnson, avvisato da Thomas Pownall, continuò a sostenere la sua esclusiva autorità sulle relazioni con gli indiani e rinnovò le critiche per l'interferenza di Shirley nel reclutamento della campagna del 1755. In una lettera Johnson scrisse che Shirley era "diventato il mio acerrimo nemico" che avrebbe fatto qualsiasi cosa in suo potere contro di lui. Johnson aderì alla causa dei DeLancey (ai quali era unito tramite matrimonio) contro Shirley. Insieme fecero rapporti poco lusinghieri al governatore di New York, Sir Charles Hardy, il quale li inoltrò a Londra. Shirley era a conoscenza di questa continua minaccia alla propria autorità.
Essendo comandante in capo, Shirley fece una grandiosa proposta per la campagna del 1756 nel novembre del 1755, sostenendo la necessità di continuare gli attacchi iniziati nel 1755 e di aggiungere una spedizione a Quebec lungo il Kennebec. Le critiche nei suoi confronti raggiunsero il duca di Newcastle, che decise di aver bisogno di qualcuno meno coinvolto in controversie con gli altri capi nordamericani. I capi britannici avevano anche ricevuto lettere intercettate destinate alla Francia che alcuni ritenevano scritte da Shirley, in parte a causa del matrimonio con una francese. Thomas Pownall si recò a Londra all'inizio del 1756 e denunciò nuovamente Shirley all'amministrazione coloniale. Shirley non conobbe questi problemi prima dell'aprile 1756, quando il comando britannico aveva già deciso di sostituirlo nel ruolo di comandante in capo.
In attesa del sostituto (Lord Loudoun) Shirley si sforzò di far avanzare rifornimenti e rinforzi alla guarnigione di Fort Oswego, che stava finendo le scorte per l'inverno, e la cui linea di rifornimento era stata interrotta con la battaglia di Fort Bull del marzo 1756. Continuò a mobilitare risorse e personale per le operazioni di Oswego e lago Giorgio, ma la sua autorità iniziò a scemare quando si sparse la voce della sua sostituzione. I problemi militari continuarono ad aggravarsi sulla frontiera di New York prima che Loudoun giunse finalmente nel luglio 1756; Fort Oswego cadde in mano francese il 10 agosto.
Nonostante Shirley sia stato rimosso da comandante in capo, mantenne il titolo di governatore del Massachusetts. Pensava che avrebbe perso anche quell'incarico non molto dopo il ritorno a Boston in agosto. Invece non fu nominato nessuno al suo posto e Loudoun riconobbe l'interferenza di Shirley in tutto quello che non andava sulla frontiera di New York. Fece ulteriori inchieste riguardo alle spese sostenute da Shirley per la guerra. Loudoun e Shirley parlarono di molti argomenti, compresa la prosecuzione dei preparativi militari di Shirley dopo il gennaio January 1756, quando era stato reso ufficiale l'incarico di Loudoun. Shirley sostenne che difficilmente il comando britannico avrebbe voluto bloccare i preparativi nell'intervallo di tempo tra la nomina di Loudoun ed il suo arrivo. Mentre attendeva l'arrivo del sostituto Shirley cercò testimoni, raccolse prove per sostenere la propria versione dei fatti e cercò di chiudere i propri affari finanziari. Loudoun era convinto che Shirley avesse ritardato la partenza come manovra politica. Salpò per l'Inghilterra nell'ottobre 1756. Shirley sarebbe stato formalmente sostituito da Thomas Pownall nel 1757.

## Vecchiaia
All'arrivo a Londra Shirley fu ricevuto da Newcastle e da altri suoi sostenitori, ma Newcastle era stato rimosso dal suo incarico a causa delle scarse capacità mostrate in guerra e la lite tra Shirley e Loudoun rendeva impossibile un nuovo incarico in America del Nord. Newcastle ritirò il proprio sostegno a Shirley dopo aver saputo degli scontri tra i due. Shirley riuscì a convincere Newcastle a trascurare la questione dei suoi resoconti "disordinati". La sua posizione migliorò quando Loudoun e Pownall subirono continue sconfitte militari in America del Nord (soprattutto il disastro dell'assedio di Fort William Henry dell'agosto 1757 che portò al richiamo di Loudoun). Questi fallimenti servirono a riabilitare Shirley riportandolo nelle grazie di Newcastle.

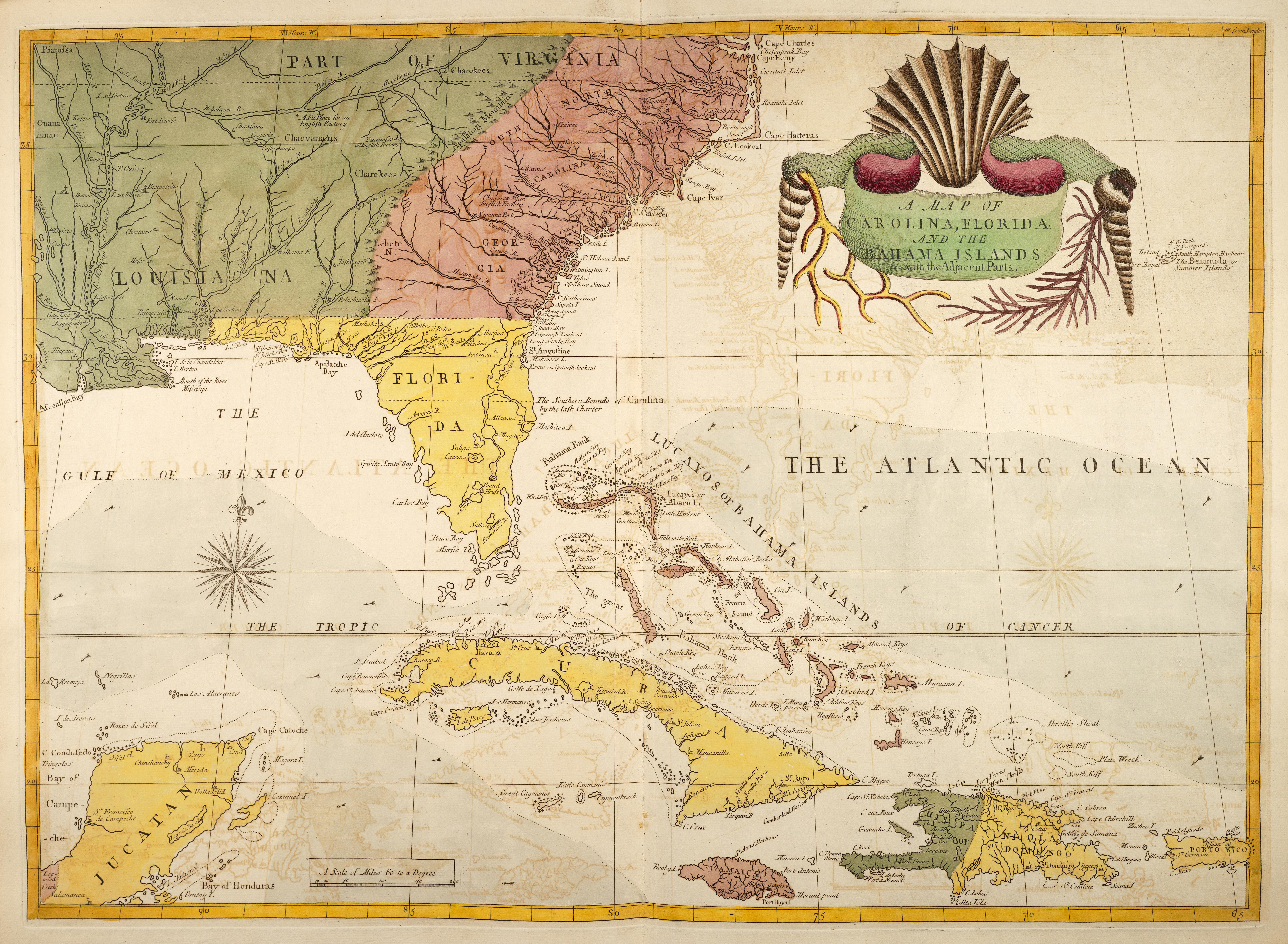
Mappa del 1754 raffigurante le Bahamas, la Florida spagnola e le isole dei Caraibi

Alla fine del 1758 Shirley fu nominato governatore delle Bahamas. All'inizio del 1759 fu promosso tenente generale. Dopo un lungo viaggio Shirley giunse alle Bahamas il 31 dicembre, quando la sua nave naufragò sulla barriera corallina delle isole. Giunse senza altri incidenti a Nassau ed assunse i poteri. Il suo mandato fu tranquillo. I contrabbandieri presenti sulle isole furono il principale problema da affrontare. Per combattere il commercio illecito chiese al governo di Londra di dichiarare Nassau un porto franco. Nonostante la propria influenza, Nassau non ricevette questo status prima della fine del suo mandato. Supervisionò anche i lavori di rinnovamento della casa del governatore e fece costruire chiese con i fondi della Society for the Propagation of the Gospel. Nel 1765, dopo la morte della moglie, portò i figli in Inghilterra in modo che potessero essere adeguatamente curati. Tornò nelle isole dove dovette affrontare le proteste contro lo Stamp Act approvato di recente. Quando propose l'uso di marche da bollo sui documenti ufficiali dell'assemblea locale la reazione fu talmente forte che Shirley sciolse l'organo di governo. Quando la successiva assemblea si riunì la volta successiva lo Stamp Act era stato abrogato.
La sua salute peggiorò, e Shirley fu infine sostituito nel ruolo di governatore dal figlio Thomas, nominato nel novembre 1767 e giunto l'anno dopo. Shirley partì per Boston dove prese la residenza nella sua vecchia casa a Roxbury con la figlia ed il genero. Morì qui il 24 marzo 1771. Dopo un funerale di stato fu sepolto nella King's Chapel.

## Famiglia e retaggio

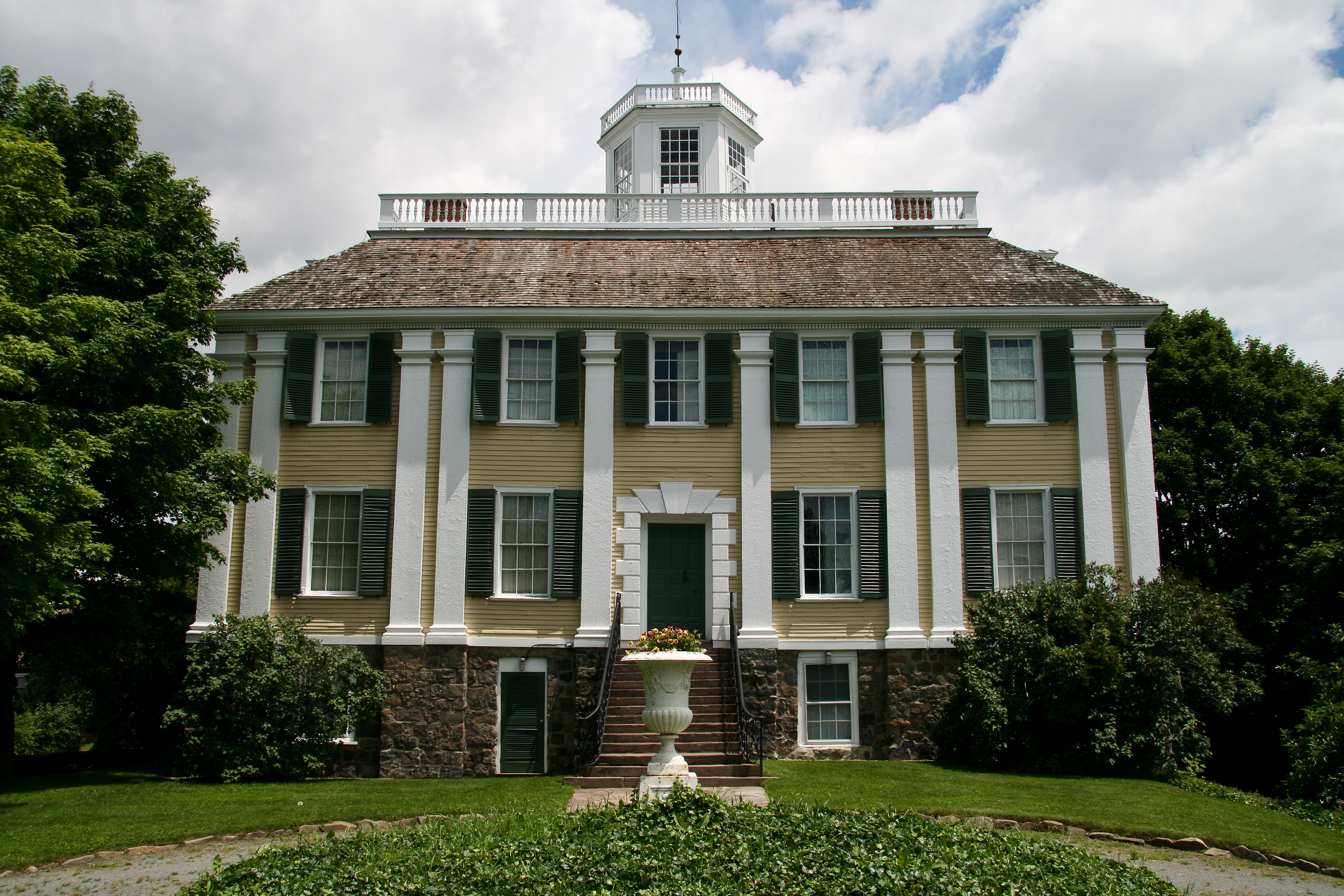
La Shirley-Eustis House, oggi a Roxbury nei pressi di Boston

Il figlio Thomas divenne maggior generale dell'esercito britannico, fu nominato baronetto nel 1786 e prestò servizio, dopo il mandato alle Bahamas, come governatore di Dominica e delle isole Sopravento settentrionali. Morì nel 1800. Un altro figlio, William Jr., fu ucciso nel 1755 nella battaglia del Monongahela mentre era comandato da Edward Braddock. La figlia di Shirley, Anne, sposò John Erving, membro del consiglio del governatore del Massachusetts.
Shirley costruì una casa familiare a Roxbury tra il 1747 ed il 1751. La vendette alla figlia ed al genero, Eliakim Hutchinson, nel 1763. In seguito passò a William Eustis, governatore del Massachusetts nel XIX secolo. Oggi nota come Shirley-Eustis House, si trova ancora al civico 33 di Shirley Street. È stata in gran parte restaurata ed è un museo aperto al pubblico.
La città di Shirley (Massachusetts) fu fondata durante il suo mandato da governatore del Massachusetts. Shirley Point, punto geografico di Winthrop, e l'ex Shirley Gut prendono il nome da lui. Shirley aiutò a fondare una pescheria di merluzzi a Winthrop nel 1753. Shirley diede anche il nome a Shirley Street ad Halifax in Nuova Scozia (parallela a Pepperell Street che prende il nome da William Pepperell).

## Opere
- William Shirley, Letter to the Duke of Newcastle, with a Journal of the Siege of Louisburg, Londra, E. Owen, 1746, OCLC 753169340.
- William Shirley, Alexander, William, The Conduct of Major Gen. William Shirley briefly stated, Londra, R. and J. Dodsley, 1758, OCLC 10899657.
- William Shirley, Lincoln, Charles Henry (ed), Correspondence of William Shirley, Volume 1, New York, Macmillan, 1912, OCLC 1222698.
- William Shirley, Lincoln, Charles Henry (ed), Correspondence of William Shirley, Volume 2, New York, Macmillan, 1912, OCLC 1222698.